# بنو صخر
بنو صخر قبيلة عربية، كانوا يسكنون شمال الحجاز في (العلا) في أواخر القرن الرابع الهجري ثم نزح جزء منهم شمالاً إلى الأردن، وجزء آخر إلي مصر، وبقي جزء منهم في موطنهم الأصلي.

## نسب بني صخر
ينتسبون إلى: صخر بن جرم واسمه ثعلبة بن الغوث بن طيء بن أدد بن زيد بن يشجب بن اسد بن عريب بن زيد بن كهلان بن سبأ بن يشجب بن يعرب بن قحطان.

## قبائل أخرى باسم بني صخر
- بنو صخر من قبيلة جذام اليمانية، وكانوا ما حول الكرك من بلاد الشام.[5]
- بنو صخر من قبيلة كنانة العدنانية، وهم بنو صخر بن خريم بن كعب بن خرد بن جابر بن كعب بن ضمرة بن بكر بن عبد مناة بن كنانة، وكانوا في يليل قرب وادي الصفراء غرب المدينة المنورة.[6]
- بنو صخر من فخوذ قبيلة قريش بالطائف غرب السعودية.[7]
- بنو صخر من قبيلة الخزرج الأزدية، وهم بنو صخر بن الحارث بن الخزرج، وكانوا في المدينة المنورة.[8]
- بنو صخر موجودون في منطقة حائل في وسط شمال المملكة، ويقال أن لهم تواجدا أيضا في محافظة الرس في منطقة القصيم.
- وفي شمال المملكة الجوف - سكاكا، عرعر، القريات، تبوك.